# Provinz Pachitea
Die Provinz Pachitea ist eine von elf Provinzen der Region Huánuco in Zentral-Peru. Die Provinz hat eine Fläche von 2630 km². Beim Zensus 2017 lebten 52.641 Menschen in der Provinz. Im Jahr 1993 lag die Einwohnerzahl bei 46.162, im Jahr 2007 bei 60.321. Die Provinzverwaltung befindet sich in der Kleinstadt Panao.

## Geographische Lage
Die Provinz Pachitea liegt etwa 250 km nordnordöstlich der Landeshauptstadt Lima. Die Provinz Pachitea hat eine maximale Längsausdehnung in SSW-NNO-Richtung von etwa 125 km. Sie erstreckt sich im Süden der Provinz entlang der Ostflanke der Cordillera Huaguruncho, einem Gebirgszug der peruanischen Zentralkordillere. Der Río Huallaga bildet die nordwestliche Provinzgrenze. Der Süden der Provinz wird zum Río Pozuzo nach Osten entwässert. Im Westen liegt das Flusstal des Río Panao, der in den Río Huallaga mündet. Der nördliche Teil der Provinz liegt in der Cordillera Azul, welche der peruanischen Ostkordillere zugerechnet wird.  
Die Provinz Pachitea grenzt im Norden an die Provinz Huánuco, im Nordosten an die Provinz Puerto Inca, im Südosten an die Provinz Oxapampa (Region Pasco), im Süden an die Provinz Pasco sowie im Westen an die Provinz Ambo.

## Verwaltungsgliederung
Die Provinz Pachitea gliedert sich in vier Distrikte (Distritos). Der Distrikt Panao ist Sitz der Provinzverwaltung.
| Distrikt | Verwaltungssitz |
| -------- | --------------- |
| Chaglla  | Chaglla         |
| Molino   | Molino          |
| Panao    | Panao           |
| Umari    | Tambillo        |